# Вознесенский, Пётр Николаевич
Пётр Николаевич Вознесенский (11 [23] декабря 1867, Санкт-Петербург — 25 января 1918, Санкт-Петербург) — инженер путей сообщения, специалист в области строительства разводных мостов.

## Биография
Родился 11 (23) декабря 1867 года в семье коллежского советника, секретаря при прокуроре Санкт-Петербургской судебной палаты Николая Петровича Вознесенского (1829 — 27.01.1893), который был женат на дочери потомственного почётного гражданина Анне Петровне Загибениной.
После окончания гимназии поступил в Институт инженеров путей сообщения Императора Александра I, где в 1891 году окончил курс наук со званием инженера путей сообщения.
С 5 мая 1893 года служил в Министерстве путей сообщения. В 1894 году был определён штатным инженером и техником по производству изысканий для железнодорожных линий Остроленка — Тлущ, Тлущ — Гарволин и Люблин — Луков. С 18 июня 1897 года был штатным инженером VIII класса и начальником партий по производству изысканий для Кахетинской ветки Закавказской железной дороги, с 21 января 1900 года — инженер VI класса.
В 1905 году Пётр Вознесенский — наблюдатель за новыми работами на Варшавско-Венской железной дороге, в 1913 — инженер для надзора за работами и для рассмотрения проектов в инспекции за постройкой Обществом Владикавказской железной дороги портовых сооружений.
В 1915 году был назначен инженером V класса (что соответствовало чину статского советника).

## Постройки и проекты
Наиболее известен построенный по проекту Вознесенского (совместно с архитектором А. Э. Жибером) двухпутный железнодорожный мост через Даугаву в Риге (1914). Также, в Риге же по его проекту изготовлены фермы для Александровского виадука (1906), сохранившегося со значительными изменениями.
Среди прочих работ — проект отделки туннеля протяженностью около 10 вёрст под руслом Волги между станциями Батраки — Обшаровка Сызранско-Вяземской железной дороги (воплощению этого смелого для своего времени проекта помешала Первая мировая война); проекты деревянного моста для нужд армии через Днепр у города Орша и металлического двухъярусного — через Волгу в Саратове. Последней работой Вознесенского был детально разработанный проект моста через Днепр у города Рогачёва (1917).

## Семья
Супруга — Надежда Семёновна, дочь генерал-майора С. Г. Джукаева (13.01.1872 — январь 1927). Их дети: Владимир (16.05.1903—?), Наталия (27.11.1905—?), Галина (14.05.1916—1973).
Проживал в Санкт-Петербурге в домах матери (наб. р. Фонтанки, д. 146/1, затем наб. р. Фонтанки, д. 163). В 1913 году переехал в собственную квартиру в жилом доме Товарищества для устройства постоянных квартир (Малая Посадская ул., 10 — Большая Посадская ул., д. 1, кв. 22), в котором проживали и другие видные инженеры своего времени, например — А. П. Пшеницкий (кв. 5), А. А. Каменский (кв. 11), П. П. Дмитриенко (кв. 4),  Д. И. Каргин (кв. 20), профессор В. В. Матэ (кв. 14).
Трагически погиб 25 января 1918 года

## Архивная литература
- РГИА. Ф. 229. Оп. 10. Д. 553. Личное дело инженера Министерства путей сообщения [П. Н.] Вознесенского.
- РГИА. Ф. 229. Оп. 18. Д. 1308. Формулярный список чиновника Министерства путей сообщения [П. Н.] Вознесенского.
- РГИА. Ф. 229. Оп. 18. Д. 1310. Формулярный список о службе советн[ика] ин[женера] п[утей] с[ообщения] Вознесенского.